# Congrès de Gniezno
Le congrès de Gniezno (en polonais : Zjazd gnieźnieński, en allemand : Akt von Gnesen ou Gnesener Übereinkunft) désigne la rencontre entre l'empereur Otton III et le duc Boleslas Ier de Pologne qui s'est déroulée le 11 mars 1000 à Gniezno en Grande-Pologne. La rencontre conduit à la création de l’archidiocèse de Gniezno et à l’élévation de Boleslas au rang de roi de Pologne.

## Contexte

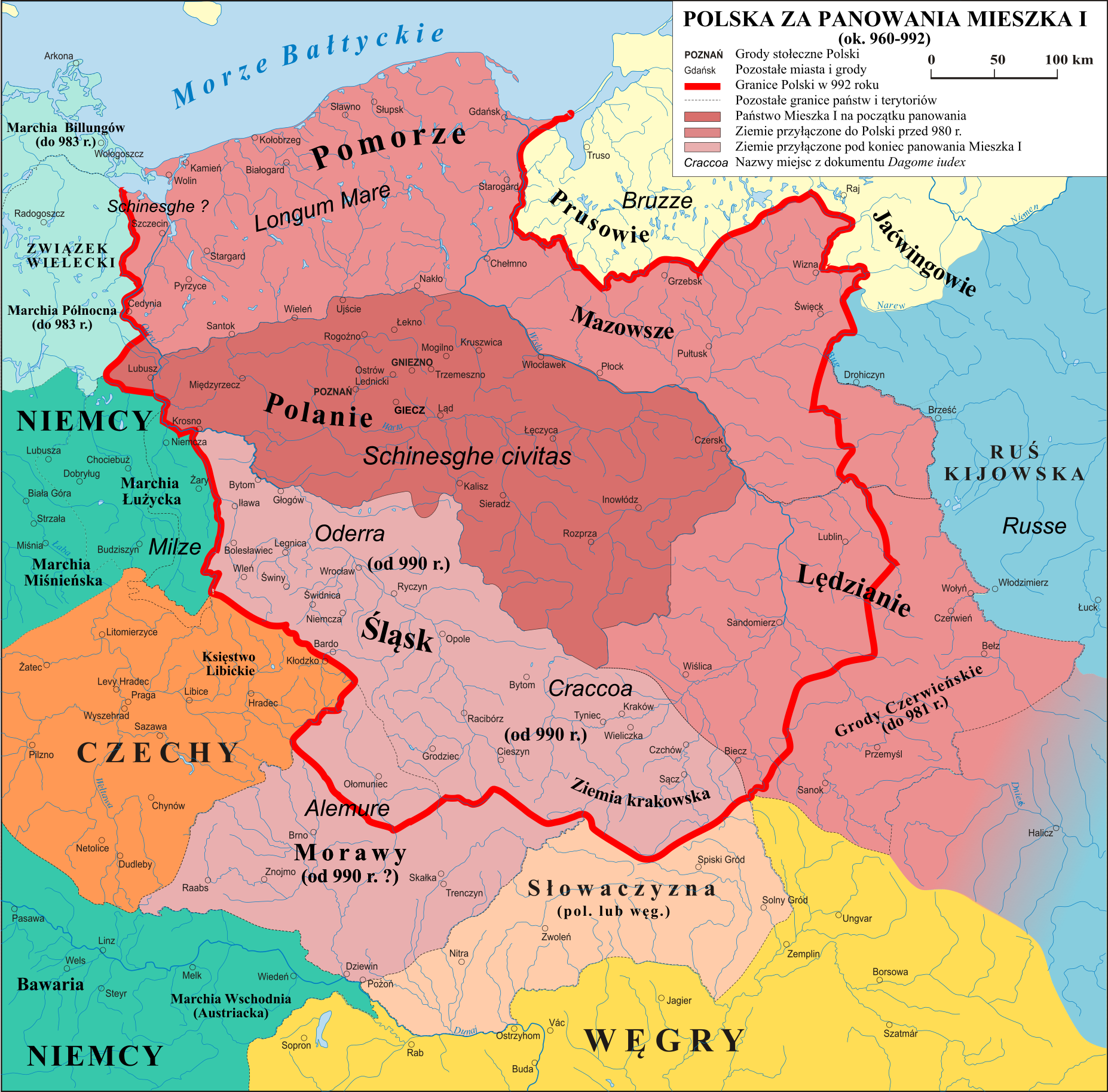
L'expansion de la Pologne sous Mieszko Ier.

Durant le règne du duc Mieszko Ier († 992), le premier souverain historique de la Pologne, la dynastie des Piast étend ses domaines sur un vaste territoire qui englobe la Grande- et la Petite-Pologne, ainsi que la Silésie, la Mazovie et la Poméranie. La Pologne devient rapidement une puissance régionale, tout en essayant régulièrement de sortir de l'influence du Saint-Empire romain germanique à l'Ouest. Au-delà des rives de l'Oder, le nouvel État entre en collision avec les intérêts des seigneurs de la marche de l'Est saxonne. Mieszko (Misaca) lui-même est mentionné pour la première fois dans les chroniques de Widukind de Corvey en 963 ; après une défaite face aux troupes du margrave Wichman II, il a forgé une alliance avec le duc chrétien Boleslav Ier de Bohême, épousa sa fille Dubravka, et fut baptisé selon le rite romain. Puis, les souverains polonais se convertissent au christianisme ; en fin de compte, c'était un choix politique.
Sous ces bons auspices, Mieszko est parvenue à repousser l'attaque du margrave Odo à Cedynia sur l'Oder en 972. Là-dessus, l'empereur Otton Ier a décidé d'intervenir sur le conflit à la frontière orientale de son Empire : Mieszko est obligé de comparaître devant la Diète de Quedlinbourg où il devait conclure la paix et reconnaître la suzeraineté de l'empereur des Romains. Il gagne alors le titre d'amicus imperatoris (ami de l'empereur) et la reconnaissance de son titre de duc de Pologne. En 978, poursuivant sa politique de convergence avec l'Empire, Miesko épouse en secondes noces Oda, la fille du margrave saxon Dietrich d’Haldensleben et marie son fils Boleslas Ier à Heminilde, la fille du margrave Rikdag, seigneur de la marche de Misnie. Une fois de plus il a fait le chemin à Quedlinbourg pour rendre hommage au roi mineur Otton III en 986. Selon le Dagome Iudex, premier acte écrit relatif à la Pologne, peu de temps avant sa mort, Miesko, par précaution, place son royaume (Civitas Schinesghe) sous la protection du pape Jean XV. Quand son fils Boleslas Ier lui succède, en 992, la Pologne est un allié de l'Empire dans les campagnes contre les tribus païennes.

## Le congrès

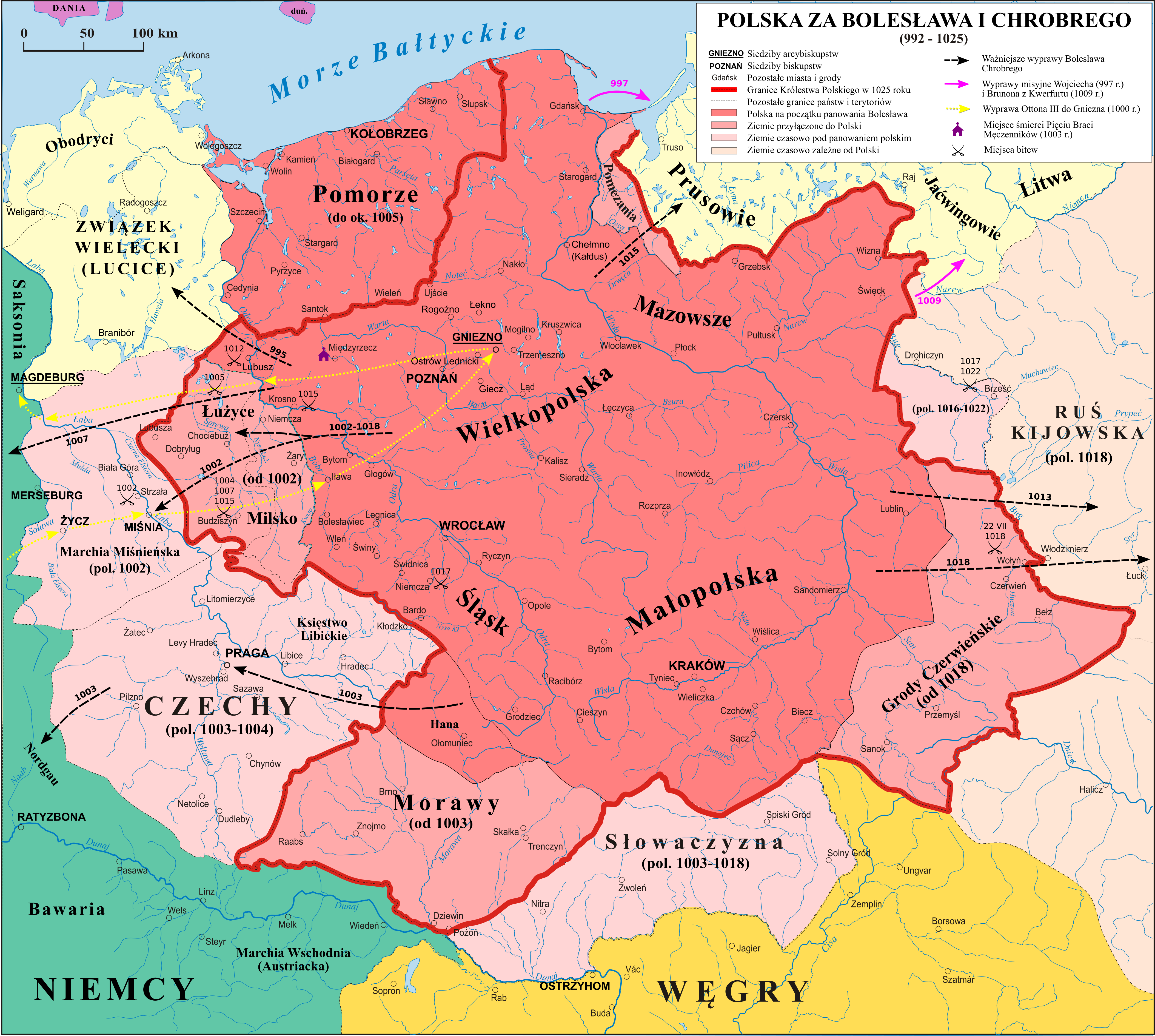
La Pologne sous le règne de Bolesław Ier le Vaillant.

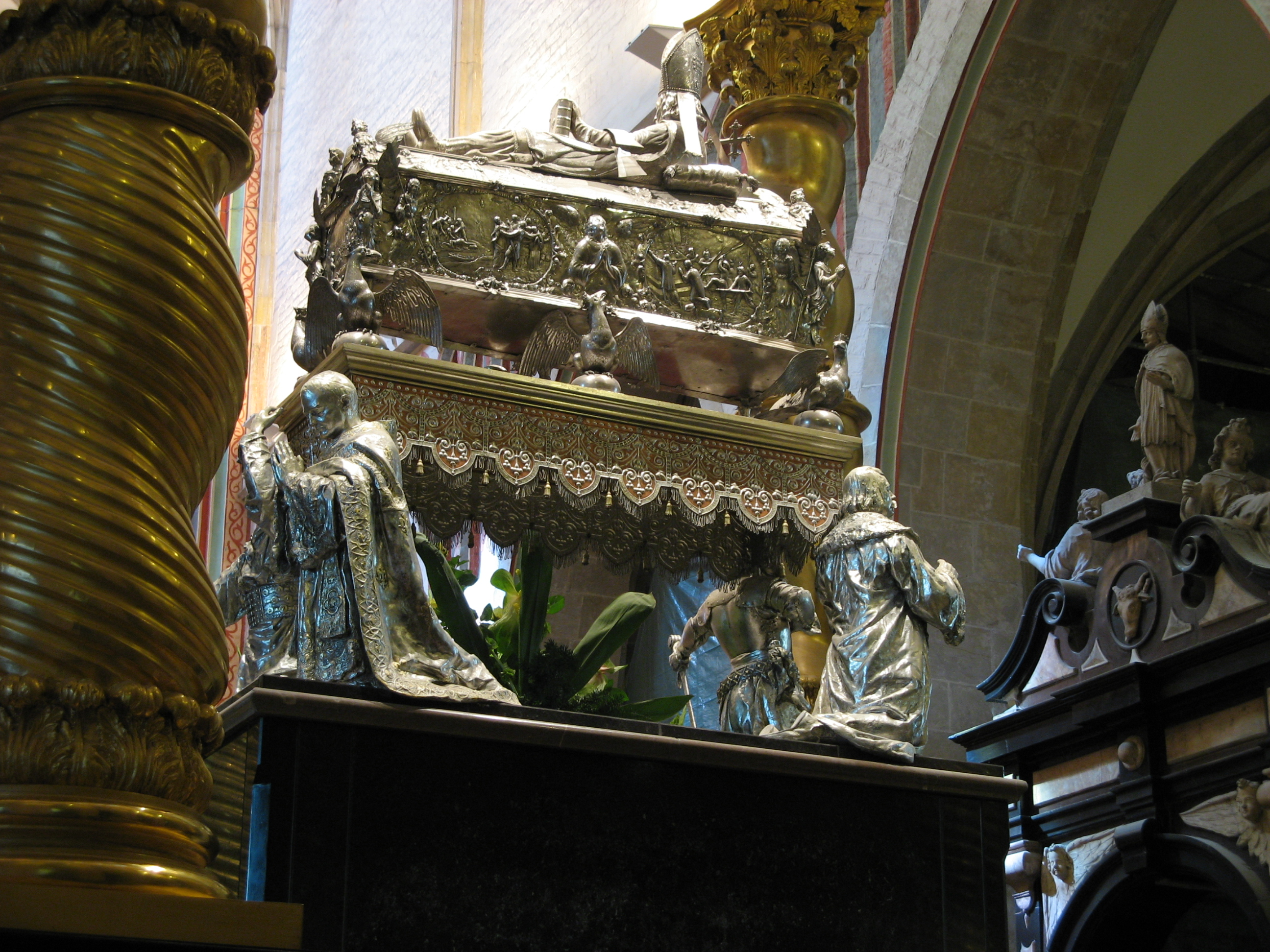
Reliquaire en or de saint Adalbert dans le chœur de la cathédrale de Gniezno.

Le motif de la rencontre de Boleslas avec Otton III est le martyre de l'évêque Adalbert de Prague (Wojciech) qui, en conflit avec la dynastie des Přemyslides, avait quitté la Bohême. Il assiste au couronnement d'Otton III à Rome le 21 mai 996 ; puis, il suit l'empereur, à qui le lie une profonde amitié, à Mayence. À partir de là, il entame un voyage de mission en Prusse et trouve un soutien auprès de Boleslas qui lui offre une escorte militaire jusqu’au port de Dantzig. Adalbert, cependant, rencontre une forte résistance de la part des tribus prussiennes. Le 23 avril 997, près de Primorsk (Fischhausen), il est tué par les païens.
Selon la légende, le duc Boleslas rachète le corps du martyr au prix de son poids en or et le fait ramener dans un tombeau à l'église de Gniezno, qui devient le premier centre ecclésiastique de la Pologne. L'empereur Otton III et Boleslas se mobilisent pour le faire canoniser et Adalbert devient ainsi le premier évêque slave à être sanctifié. Aussitôt après la canonisation par le pape Sylvestre II en 999, sa tombe devient un lieu de pèlerinage. Dès l’an 1000, Othon III du Saint-Empire se rend en pèlerinage à Gniezno, sur la tombe du saint, et il y eut la réunion avec Boleslas.
Selon les chroniques de Thietmar de Mersebourg, Otton III décide de se rendre en pèlerinage sur la tombe du saint homme à Gniezno. De Rome, il prend la route à Noël 999 ; en janvier 1000, il est arrivé au Nord des Alpes. Boleslas se porte à sa rencontre et l'accueille solennellement au bord de la rivière Bóbr près de Szprotawa, pour l'accompagner jusqu'à Gniezno. L'empereur fait son entrée dans la ville pieds nus ; Unger, l'évêque de Poznań qui est de facto le gardien des reliques d'Adalbert, le conduit au tombeau de saint homme.
Otton III, d'entente avec le pape, élève alors Gniezno au rang d'archevêché et province ecclésiastique, le demi-frère de saint Adalbert, Radzim Gaudenty, en devient le premier archevêque. Trois diocèses suffragants subordonnés à Gniezno sont également créés : l'évêché de Cracovie (en Petite-Pologne) attribué à l'évêque Poppo, l'évêché de Wrocław (en Silésie) attribué à Jean, et l'évêché de Kołobrzeg (en Poméranie) attribué à l'évêque Reinbern. Le diocèse de Poméranie est renversé par une révolte païenne autour de 1007 et l'évêque Reinbern est forcé de retourner à la cour de Boleslas.
L'évêque Unger de Poznań présente un recours contre la création de l'archidiocèse, mais ses objections sont passées sous silence. Néanmoins, il maintient son évêché en dehors de la sphère d’influence de l'archevêque. Le statut de l'évêché de Poznań, qui au préalable intégrait Gniezno, fait aujourd'hui débat. Pour certains, il serait resté exempt et Unger directement subordonné au pape, tandis que pour d'autres, il est désormais rattaché à l'archevêché de Magdebourg, la province ecclésiastique orientale du Saint-Empire,. Cependant, Le congrès est en général considéré comme l'acte qui établit clairement l'indépendance de l'Église polonaise vis-à-vis de Magdebourg.

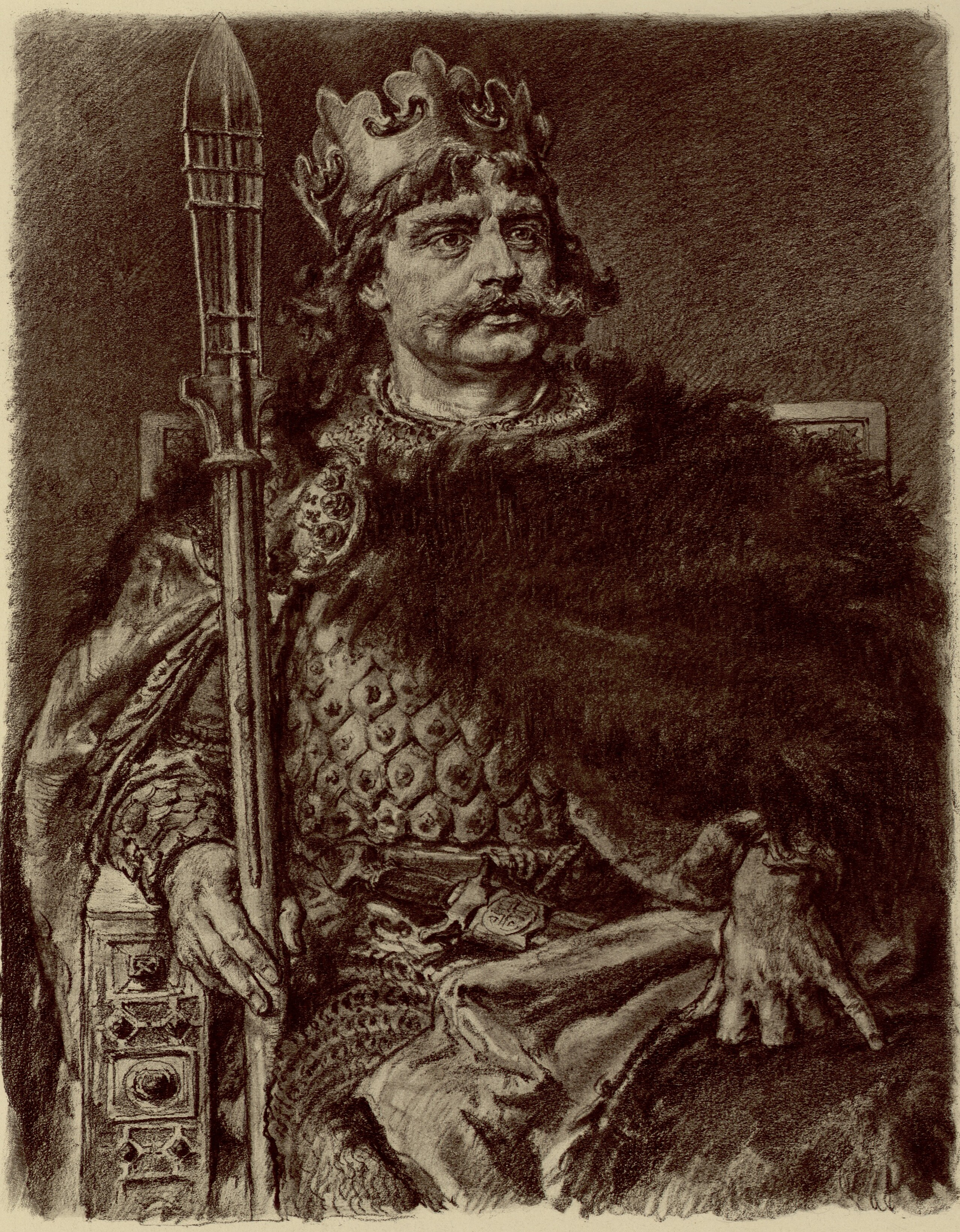
Portrait de Boleslas portant la réplique de la Sainte Lance, Jan Matejko (1838–1893).

La création de l'archidiocèse est liée à un renforcement du souverain de Pologne. Entre le 7 et le 15 mars, selon les chroniques de Gallus Anonymus, Otton III investit Boleslas des titres de frater et cooperator Imperii (« frère et collaborateur de l'Empire ») et populi Romani amicus et socius (« ami et allié du peuple romain »). Thietmar de Mersebourg, avec plus de retenue, souligne que Boleslas fut élevé au rang de dominus (« seigneur »). Il reçoit d'Otton une réplique de la Sainte Lance, dont l'originale appartenait aux insignes impériaux. En échange Boleslas offre à l'empereur une relique (un bras) de saint Adalbert.
Boleslas raccompagne ensuite Otton III vers la Germanie. Tous deux s’arrêtent devant la tombe de Charlemagne dans la cathédrale d'Aix-la-Chapelle, où Boleslas reçoit le trône de l'empereur en cadeau. Avant de se séparer, tous deux conviennent encore des fiançailles du Mieszko, fils de Boleslas avec la nièce d'Otton, Richezza de Lorraine.

## Conclusions
Otton III meurt prématurément en 1002, sans avoir le temps de réaliser tous ses projets politiques. Son neveu Henri II lui succède et inverse les politiques de l'Empire. Boleslas, pour sa part, soutient les descendants du margrave Ekkehard de Misnie qui a été assassiné dans la lutte pour la couronne impériale. Il a élargi le domaine polonais dans les marches de Lusace et de Misnie, et s'empare également du duché de Bohême au sud. Lors d'une rencontre avec Henri II à Mersebourg, Boleslas est attaqué et échappe de peu à la mort. Les circonstances exactes ne sont pas clairs, les excellentes relations entre l'Empire et la Pologne marquées par le congrès de Gniezno sont néanmoins fortement perturbées. L'état d'hostilité se traduit dans une guerre germano-polonaise qui va durer 16 ans, jusqu'à la paix de Bautzen en 1018.
Ce n'est qu'à la mort d'Henri II, en 1024, que Boleslas Ier le Vaillant acquiert le consentement du pape pour son couronnement comme roi de Pologne. La cérémonie a eu lieu le 18 avril 1025, le dimanche de Pâques : Boleslas est couronné roi par Hipolit, le second archevêque de Gniezno, sans l'approbation de l'empereur germanique. Ce couronnement symbolise l’indépendance du pays et confirme sa position de puissance en Europe.
La création de l'archidiocèse de Gniezno, dépendant directement du Saint-Siège plutôt que d'un archidiocèse allemand, préfigure l'indépendance de la Pologne vis-à-vis du Saint-Empire. Vers l'an 1075, l'évêché de Poznań devient également un diocèse suffragant de l'archidiocèse de Gniezno qui commande désormais le royaume des Piast, comme le confirme la bulle de Gniezno en 1136.
En 2000, le conseil municipal de Kołobrzeg commande Le Monument du Millénaire pour commémorer les 1000 ans de christianisme en Poméranie, la célébration de la réunion du roi Boleslas Ier de Pologne et de l'empereur Otton III du Saint-Empire et rendre hommage à la réconciliation germano-polonaise.

## Sources
- (en) Cet article est partiellement ou en totalité issu de l’article de Wikipédia en anglais intitulé « Congress of Gniezno » (voir la liste des auteurs).